# Ie Chōchoku
Ie Ōji Chōchoku (伊江 王子 朝直) (1818 – 1896) aussi connu sous son nom de style chinois Shō Ken (尚 健), est un prince et sessei du royaume de Ryūkyū de 1872 à 1875.